# فكتور ايفانوف (مخرج)
فكتور ايفانوف (بالروسية: Иванов, Виктор Петрович)‏ هو مخرج روسي، ولد في 17 يناير 1954 في موسكو في روسيا.

## وصلات خارجية
- فكتور ايفانوف على موقع IMDb (الإنجليزية)
- فكتور ايفانوف على موقع ألو سيني (الفرنسية)
- فكتور ايفانوف على موقع ألو سيني (الفرنسية)
- فكتور ايفانوف على موقع أول موفي (الإنجليزية)
- فكتور ايفانوف على موقع قاعدة بيانات الأفلام السويدية (السويدية)
- فكتور ايفانوف على موقع قاعدة بيانات الفيلم (الإنجليزية)
- فكتور ايفانوف على موقع كينوبويسك (الروسية)